# Павловка (Хорольский район)
Павловка (укр. Павлівка) — село,
Шишакский сельский совет,
Хорольский район,
Полтавская область,
Украина.
Код КОАТУУ — 5324887003. Население по переписи 2001 года составляло 257 человек.

## Географическое положение
Село Павловка находится на расстоянии в 0,5 км от села Падуси и в 1,5 км от села Лобковая Балка.
По селу протекает пересыхающий ручей с запрудой.
Рядом проходит автомобильная дорога М-03.

## История
Село указано на специальной карте Западной части России Шуберта 1826-1840 годов 